# 晋州邢氏
晋州邢氏（チンジュヒョンし、진주형씨）は、朝鮮の氏族の一つ。本貫は慶尚南道晋州市である。2015年の調査では、5,453人である（他に同系列の晋陽邢氏は1,527人）。
始祖は、中国・唐の太宗が、高句麗の栄留王の求めに応じて、八学士の一人として平壌に派遣し、その後高句麗に帰化した邢顒である。邢顒の13代子孫の邢昉が高麗の明宗時代に門下侍中を務め、15代子孫の邢公美が忠烈王時代に倭寇征伐に功績を挙げ、晋陽君に封ぜられ、晋州を本貫にして晋州邢氏を創始した。